# King George Sound

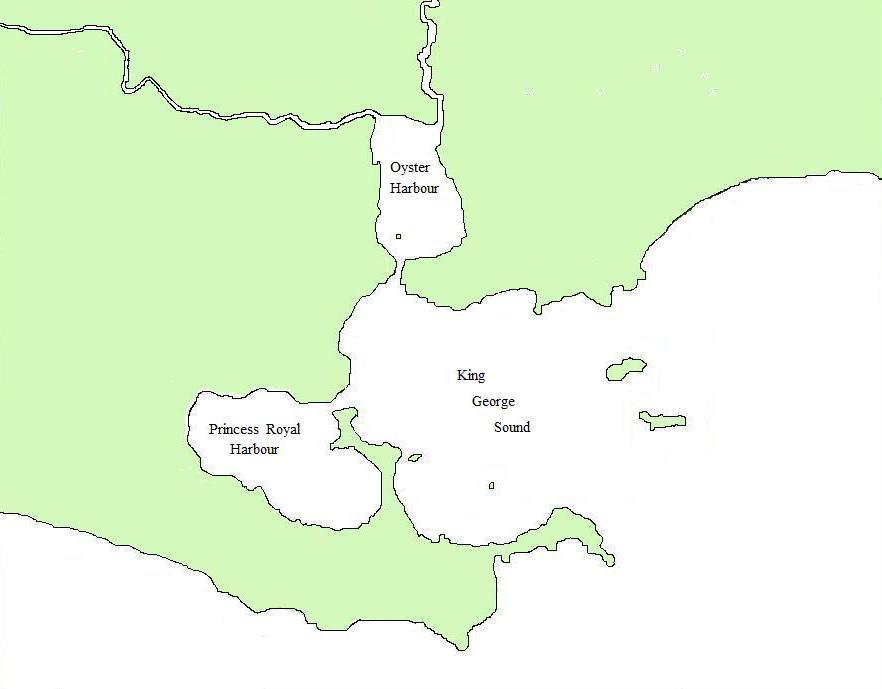
La King George Sound (insenatura di Re Giorgio)

La King George Sound (insenatura di Re Giorgio) è un sound (insenatura) situata sulla costa meridionale dell'Australia Occidentale.
Si trova alle coordinate 35°02′S 117°56′E e su di essa si affaccia la città di Albany.

## Geografia

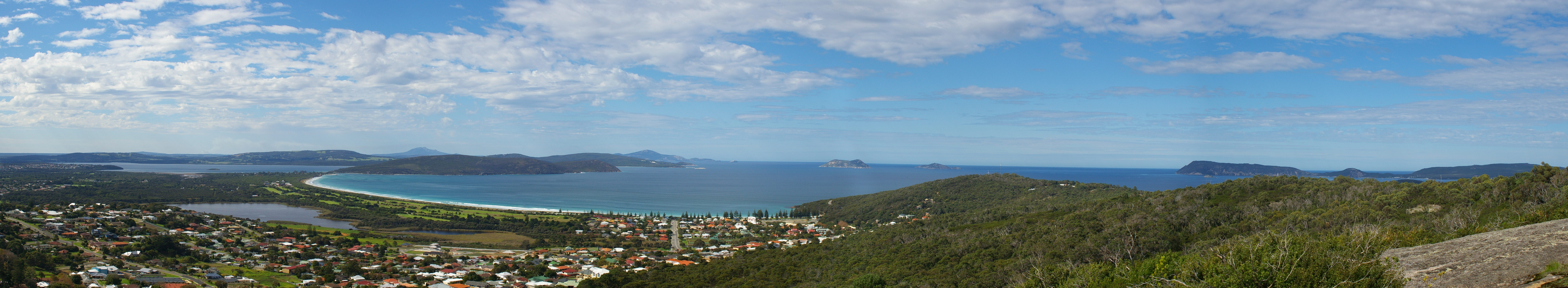
La King George Sound vista dal Mount Clarence

L'insenatura copre un'area di 110 km2 e il fondale passa dai 10 m ai 35 m.
Essa è circoscritta dalla terraferma a nord, dalla Penisola di Vancouver a ovest e dal Bald Head e dalla Penisola di Flinders a sud.
Sebbene verso est l'insenatura si apra verso il mare aperto, le acque sono parzialmente protette dalla Breaksea Island e dalla Michaelmas Island.
All'interno dell'insenatura si trovano due porti: il Princess Royal Harbour e l'Oyster Harbour.
Entrambi sono ben protetti dai venti e dal mare mosso.
Il Princess Royal Harbour fu l'unico porto profondo dell'Australia Occidentale per circa 70 anni, fino a quando fu aperto il porto di Fremantle, a sud di Perth.

## Storia

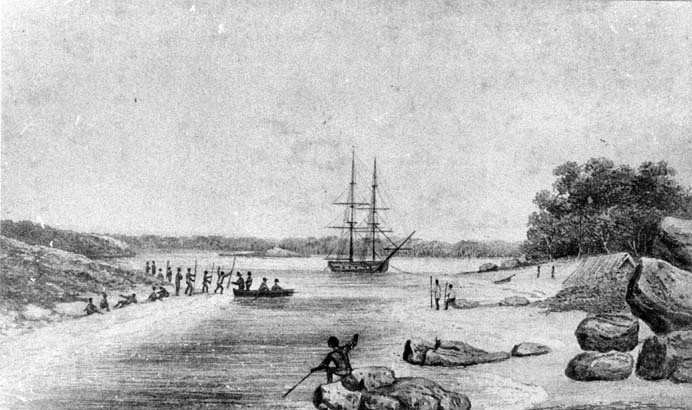
Disegno del 1818 di Phillip Parker King dell'Oyster Harbour

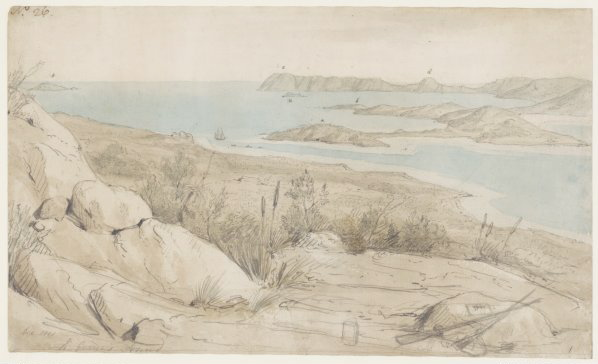
Disegno a matita e acquerello del 1801 della King George Sound di William Westall

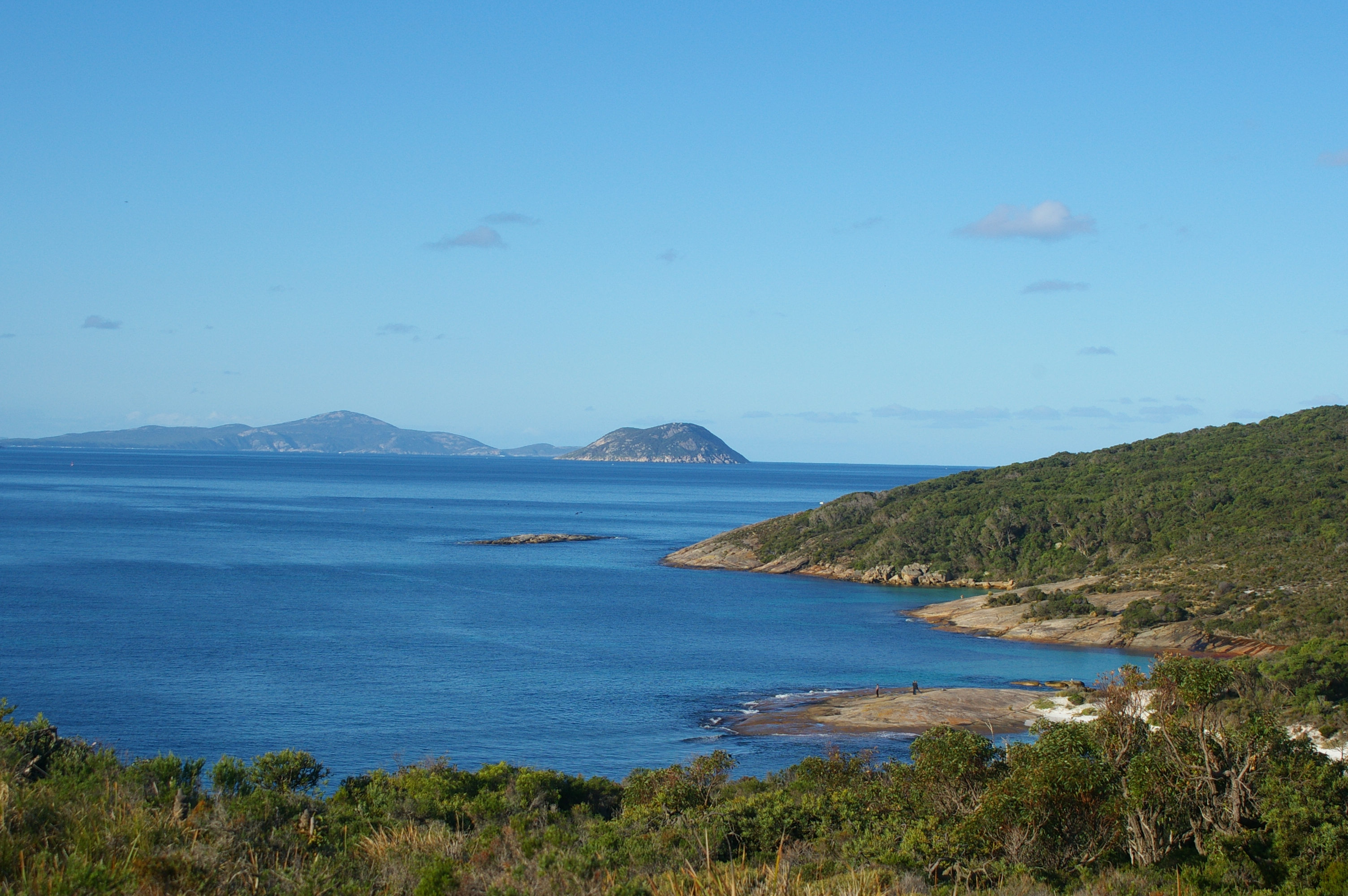
Vista dalla Penisola di Vancouver della Whalers Beach; sullo sfondo della King George Sound si vede la Michaelmas island

La prima osservazione della King George Sound riportata da un europeo risale al 1791, quando l'esploratore inglese George Vancouver la nominò così in onore del monarca regnante, Re Giorgio III.
Gli europei che in seguito visitarono il Sound furono i balenieri Capitano Dennis della nave The Kingston e Capitano Dickson della The Elligood, che nell'agosto 1800 vi catturarono tre balene.
Questa spedizione lasciò un frammento metallico iscritto che fu poi ritrovato dall'equipaggio di Flinders l'anno seguente.
Matthew Flinders gettò l'ancora nel Sound per circa un mese nel 1801; in questo periodo il botanico Brown e il giardiniere Good della spedizione raccolsero campioni di oltre 500 specie di piante.
Nicolas Baudin giunse nell'insenatura nel febbraio 1803 a bordo della nave Le Geographe per incontrarsi con Louis de Freycinet, che era a bordo della Casuarina, prima di proseguire l'esplorazione della linea costiera dell'Australia Occidentale.
Nel corso della loro permanenza nell'insenatura, il naturalista a bordo della nave, François Péron, raccolse 1060 nuove specie di conchiglie e un gran numero di stelle marine.
Phillip Parker King visitò l'insenatura nel 1818 a bordo del cutter Mermaid, mentre stava effettuando un'esplorazione nautica del North West Cape.
Il francese Base Dumont d'Urville la visitò nel 1826 a bordo dell'Astrolabe.
Il 25 dicembre 1826, la nave britannica Amity, al comando del maggiore Edmund Lockyer, giunse alla King George Sound per stabilirvi un presidio militare.
Lockyer chiamò "Fredrickstown" il suo insediamento, ma questo nome non godette mai di grande accettazione.
Invece, l'insediamento e la vicina località continuarono ad essere chiamate King George Sound.
Nel 1832, il Governatore dell'Australia Occidentale capitano (poi ammiraglio) Sir James Stirling dichiarò l'insediamento una città e la ribattezzò Albany, ma la località nel suo complesso continuò ad essere chiamata King George Sound per molti anni.
Nel 1834, in Inghilterra, fu pubblicata una stampa panoramica delle veduta dell'insenatura dal Mount Clarence, che fu accompagnata da un pamphlet descrittivo dell'insenatura, nonché della geografia, della geologia, della flora, della fauna e degli abitanti aborigeni della regione circostante.
Il Beagle su cui navigava Charles Darwin approdò nella baia il 6 marzo del 1836. Dal suo diario: “L’insediamento è composto da 30 a 40 piccole case sbiancate alla calce…”
Fino alla costruzione del Fremantle Harbour (1897), la King George Sound racchiudeva l'unico porto con acque profonde dell'Australia Occidentale, tanto da divenire la destinazione preferita per il dispacciamento della posta e delle provviste che dall'estero giungevano in Australia Occidentale.
Queste erano poi trasportate a Perth e Fremantle via strada o spedizione costiera fino al principio degli anni novanta del XIX secolo, quando il completamento della Great Southern Railway garantì un servizio più rapido.
il Porto di Albany è situato sulla riva settentrionale del Princess Royal Harbour, adiacente alla città di Albany.
Il porto fu fondato nel 1826 e da allora è stato regolarmente ampliato.
Nel 2010 il porto possedeva cinque moli in grado di ospitare vascelli fino alla classe Panamax. Solitamente nel porto si caricano circa 120 vascelli all'anno.
Nel 1914, la King George Sound fu l'ultimo sito di ancoraggio australiano della flotta che trasportava i primi soldati australiani e neozelandesi, in seguito noti come ANZAC, in Europa per combattere nella prima guerra mondiale.
Un monumento commemorativo ai soldati ANZAC dei Desert Mounted Corps fu realizzato sulla cima del Mount Clarence.
Albany fu dove si tenne la prima cerimonia commemorativa dell'ANZAC Day il 25 aprile 1923.
Il contributo del Presidente turco Mustafa Kemal Atatürk (Presidente dal 1923 al 1938) è ricordato dall'aver nominato l'entrata nel Princess Royal Harbour come Atatürk Entrance (Ingresso Atatürk).
La Cheynes Beach Whaling Company fu una società dedita alla caccia alle balene che, nel 1952,  iniziò l'attività operando al largo della Frenchman Bay, situata all'interno della insenatura, con una piccola quota di 50 balene megattere, numero che in seguito fu accresciuto a 175.
All'apice dell'attività baleniera nell'insenatura, la società catturava tra 900 e 1100 capodogli e megattere all'anno.
La caccia alle megattere fu bandita nel 1963, cosa che ridusse la sostenibilità dell'impresa.
Nel 1978 la Cheynes Beach Whaling Company cessò le attività a seguito di una crescente pressione da parte delle lobby ambientali; essa era l'ultima stazione di caccia alle balene dell'Australia.

## Flora
Nella King George Sound, dense praterie di Posidonia sopravvivono ancora, sebbene siano sotto minaccia a causa degli aumentati livelli di nutrienti nelle acque e dell'incremento di sostanze inquinanti scaricate dalle industrie dell'area.
Fra le specie di Posidonia e piante da prateria subacquea presenti nell'insenatura vi sono:
- Posidonia australis,
- Posidonia robertsoneae,
- Posidonia kirkmanii,
- Posidonia sinuosa,
- Posidonia denhartogii,
- Posidonia ostenfeldii,
- Amphibolis antarctica,
- Amphibolis griffithii,
- Halophila australis,
- Halophila ovalis,
- Ruppia megacarpa,
- Heterozostera tasmanica.

La vegetazione che circonda l'insenatura include sia le marcite salmastre dell'Oyster Harbour e del Princess Royal Harbour, sia la vegetazione della spiaggia sabbiosa.
Nelle marcite salmastre sono presenti piante di molte specie, tra le quali vi sono le succulente Tecticornia e Sarcocornia (in inglese samphire), Suaeda (in inglese seablite), Astartea, Acacia (in inglese wattle), greenbush, Juncus (in inglese shore rush), twig rush e Melaleuca (in inglese saltwater paperbark).
Le specie di acqua dolce vegetano anche nelle aree dove vi sono sostanziali infiltrazioni di acqua salata.
Le aree delle spiagge sabbiose contengono un insieme di cespugli e carici, quali grey white cushion bush, coast sword sedge, knotted club rush, sea rocket, pigface e false caper.

## Fauna
L'insenatura comprende un'ampia varietà di habitat, che supportano una vita marina abbondante.
Sono così presenti molte specie di coralli, tra i quali Turbinaria frondens, Turbinaria mesenterina e Turbinaria renformis, che si estendono su una vasta area.
Fra le altre specie di coralli presenti vi sono Scolymia australis, Plesiastrea versipora, Coscinaraea mcneilli e Coscinaraea marshae.
Nell'insenatura era già nota la presenza di un'ampia popolazione di molluschi selvatici e, attualmente, nell'area sono attivi allevamenti commerciali di molluschi (in particolare, si allevano cozze).
Si stima che 203 specie di pesci popolino le acque dell'Oyster Harbour, del Princess Royal Harbour e della King George Sound, con la sardina australiana Sardinops sagax neopilchardus che costituisce il 97% del pescato totale.
Nell'area sono anche presenti i delfini, che occasionalmente finiscono catturati e annegati o impigliati nelle reti da pesca.
Sono stati osservati nell'area sia il Delphinus delphis (delfino comune) sia il Tursiops truncates (tursiope comune, in inglese bottlenose dolphin).
Le balene franche australi e le megattere frequentano l'area tra i mesi di luglio ed ottobre, quando si raggruppano per l'accoppiamento e la procreazione nelle acque protette dell'insenatura.
Altre balene che sono state osservate nell'area sono le balenottere minori, le balenottere azzurre, i globicefali di Grey, le pseudorche e le orche.
Durante il periodo della caccia alle balene, i capodogli visitavano l'insenatura, ma recentemente non se ne è osservato più alcuno, sebbene nel 2002 fu osservato un gruppo più al largo nell'Oceano Antartico.
Durante l'estate, l'insenatura diviene un habitat perfetto per i trampolieri migratori, allorché circa 2000-3000 uccelli si affollano nell'area per nutrirsi nelle poco profonde distese fangose dei porti.
Fra le specie che si possono osservare durante l'estante vi sono il gambecchio collorosso (red-necked stint) e il piovanello maggiore (red knot), così come i Scolopacidae, la pivieressa (grey plover), il corriere caporosso (red capped plover), il corriere della Mongolia (lesser sand plover), il piro-piro asiatico (grey-tailed tattler), il chiurlo piccolo (whimbrel), la pantana comune (common greenshank), la spatola beccogiallo (yellow-billed spoonbill), l'airone facciabianca (white-faced heron) e il cavaliere (stilt).
Altri uccelli comunemente osservabili attorno all'insenatura sono i cormorani, la beccaccia di mare orientale (pied oystercatcher), la beccaccia di mare fuligginosa (sooty oystercatcher), il gabbiano del Pacifico, la sterna maggiore (Caspian tern), i pellicani, il falco pescatore e l'aquila pescatrice panciabianca (white-bellied sea eagle).

## Geologia
La costa meridionale dell'Australia Occidentale si è formata lungo il bordo del margine meridionale dell'Yilgarn craton ed è costellata da promontori prominenti composti da granito e gneiss formati dall'attività tettonica del Proterozoico.
Tra i vari promontori si trovano baie arcuate, che contengono spiagge dietro alle quali si trovano dune oloceniche.
La King George Sound include molte isole ed alcune isolette, che sono tutte composte da granito, sulla maggior parte delle quali si sono poi accumulati suoli.
Fra le isole degne di menzione vi sono la Breaksea Island, la Michaelmas Island, la Seal Island, la Mistaken Island e la Green Island.

## Oceanografia

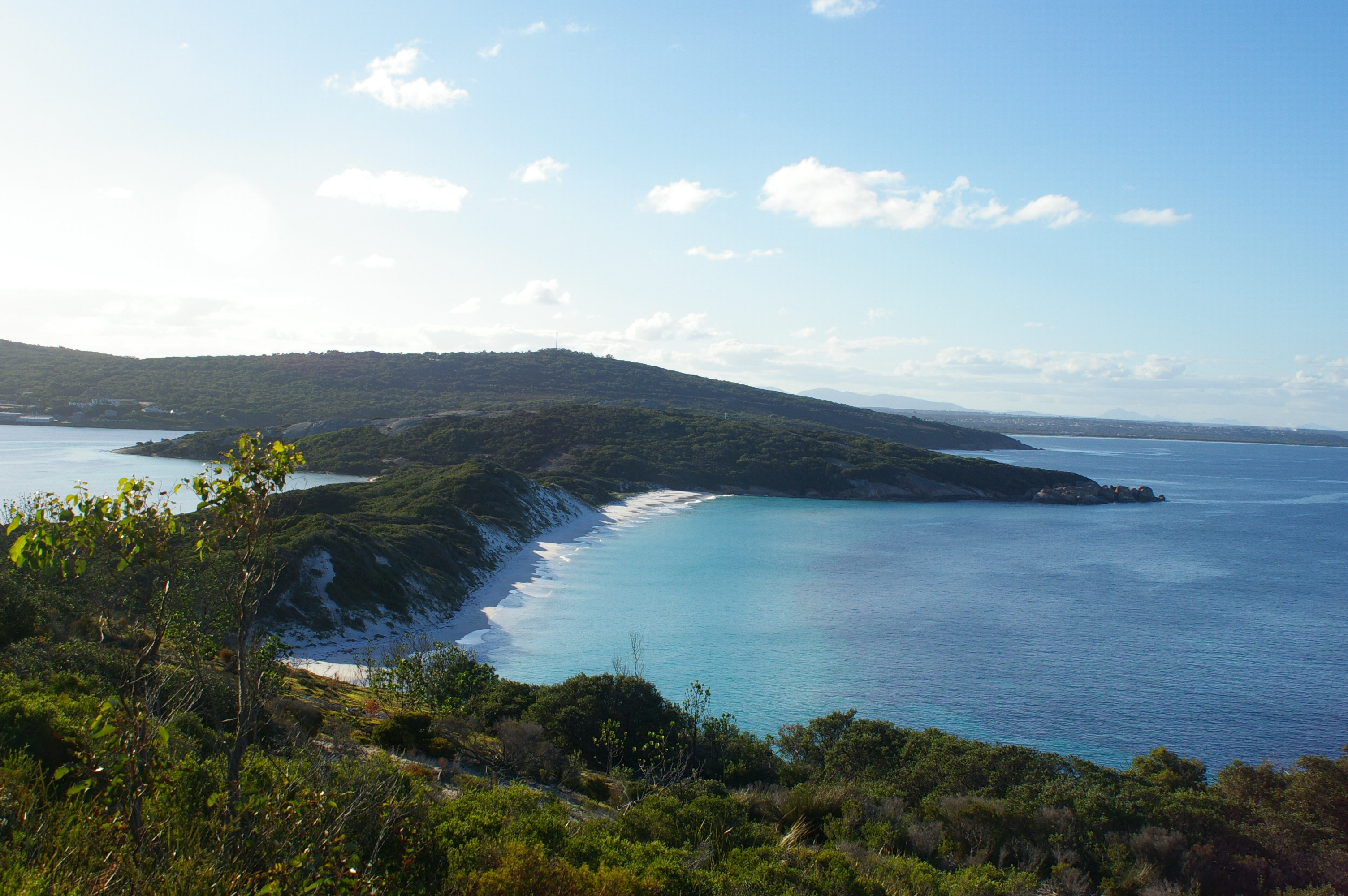
Point Possession

Nella King George Sound (inclusi il Princess Royal Harbour e l'Oyster Harbour), le maree producono una variazione del livello medio del mare di 0,4 m, con una variazione di livello della marea primaverile fino a 1,1 m.
I livelli delle maree possono non cambiare per lunghi periodi di tempo.
Le maree semidiurne sono frequenti, mentre le maree diurne sono occasionali.
La temperatura dell'acqua nell'insenatura è leggermente diversa da quella del mare aperto.
| Sito              | Temperatura media estiva (°C) | Temperatura media invernale (°C) |
| ----------------- | ----------------------------- | -------------------------------- |
| Mare aperto       | 20.1                          | 17.3                             |
| King George Sound | 20.5                          | 13.6                             |

Il livello di salinità all'interno dell'insenatura resta relativamente costante, variando tra il 34,8 ‰ e il 35,5 ‰; i livelli inferiori di concentrazione si verificano durante le intense piogge invernali, quando grandi volumi di acqua dolce si immettono nell'insenatura attraverso i fiumi King e Kalgan.
La corrente di Leeuwin esercita una certa influenza nell'insenatura, in quanto fluisce verso est lungo la piattaforma continentale nella parte principale dell'insenatura.

## Relitti
All'interno del King George Sound si trovano molti relitti, dei quali il più recente e più noto è la HMAS Perth, un destroyer con missili guidati lungo 133 m, che fu affondato nel 2001 su un fondale di 35 m al largo della Seal Island per essere utilizzato come sito per immersioni.
La ex baleniera Cheynes fu venduta per lo smantellamento nel 1961 e successivamente affondata tra la Michaelmas island e la costa settentrionale dell'insenatura.
Un altro vascello della flotta, il Cheynes II, si arenò al Geak Point presso Quaranup, nel Princess Royal Harbour, nel 1990, ove è tuttora visibile a circa 290 m dalla costa.

## Gallery

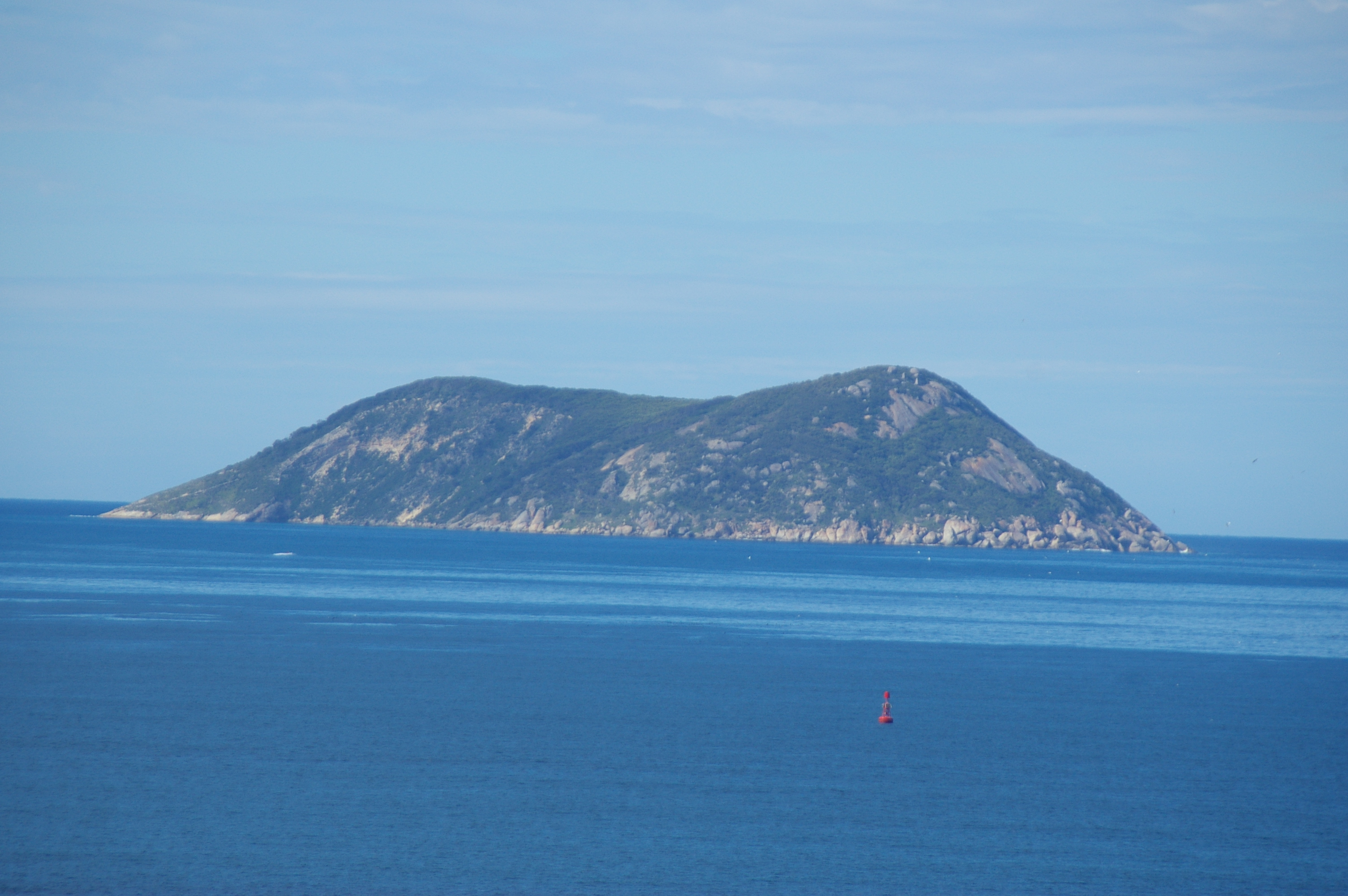
Michaelmas Island vista da Mount Clarence
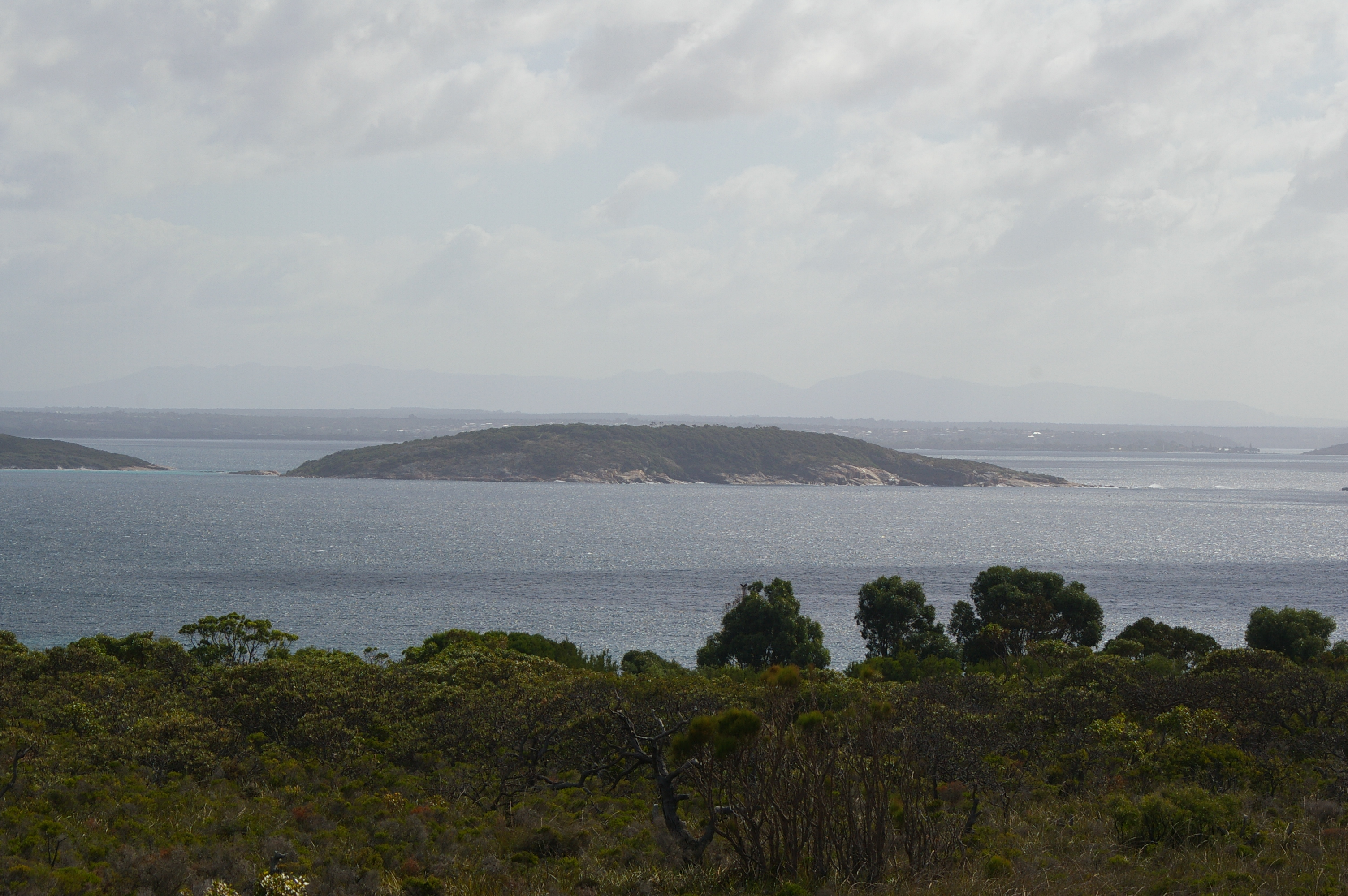
Mistaken Island vista dai pressi di Goode Beach
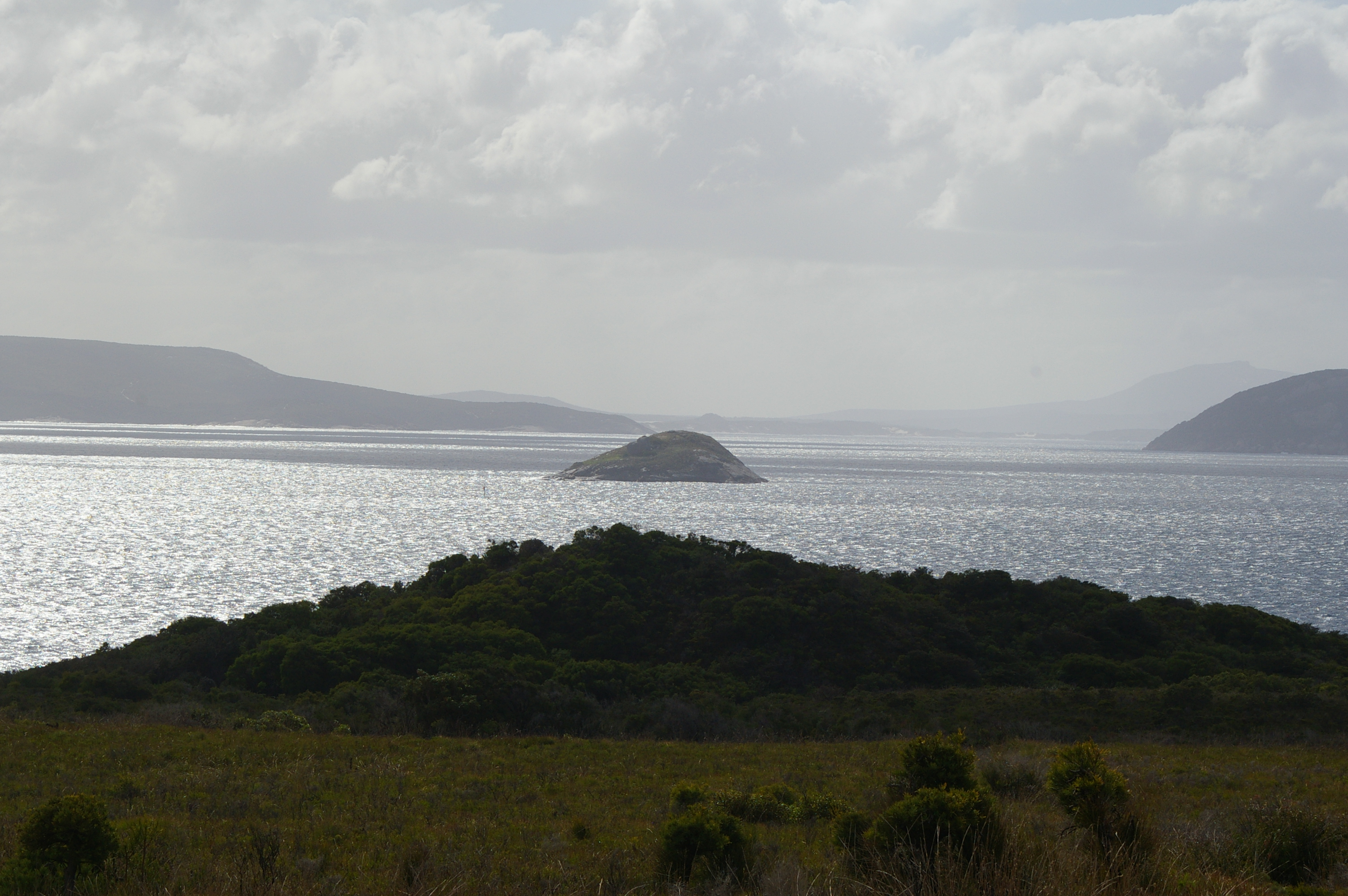
Seal Island vista dai pressi di Goode Beach
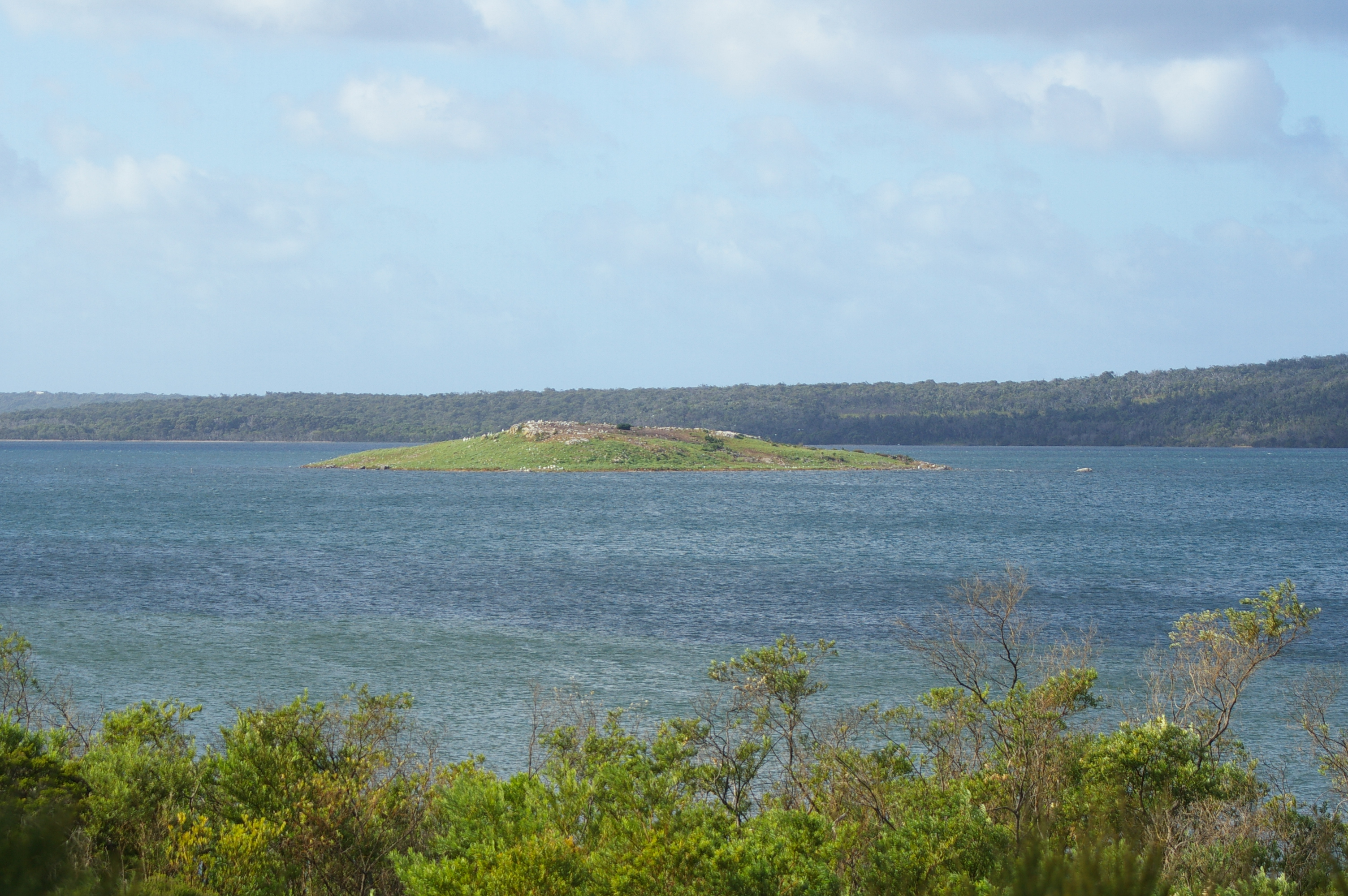
Green Island vista da Bayonet Head